# Bezirk Budzanów
Bezirk Budzanów – dawny powiat (Bezirk) kraju koronnego Królestwo Galicji i Lodomerii, funkcjonujący w latach 1854–1867. Siedzibą starostwa było miasteczko Budzanów.

## Historia
Bezirk Budzanów utworzono w ramach reformy uwłaszczeniowej z okresu Wiosny Ludów (1848–1849), która likwidowała jurysdykcję właściciela ziemskiego nad poddanymi. W Galicji, dominium – jako podstawowa jednostka administracyjna i filar systemu feudalnego straciło rację bytu. Konieczne stało się zatem wprowadzenie nowego systemu administracyjnego, którego zręby powstały w latach 1851–1855. Nowy trójstopniowy podział administracyjny objął 21 cyrkułów (niem. Kreise), 179 małych powiatów (niem. Bezirke) i ponad 6000 gmin (niem. Gemeinde).
Bezirk Budzanów objął obszar o wielkości 5,8 mil², zamieszkany przez 21.323 ludzi i podzielony na 25 gmin katastralnych, w tym jedno miasteczko (Budzanów). Wszedł w skład cyrkułu czortkowskiego, jako jeden z jego dziewięciu powiatów.
Po nadaniu Galicji autonomii oraz powołaniu samorządu gminnego i powiatowego w 1865 zlikwidowano cyrkuły (Kreise). Dotychczasowe małe powiaty (Bezirke) w liczbie 179, utrzymały się do 1867 roku, kiedy to w następstwie kolejnej reformy administracyjnej (23 stycznia 1867) zostały zastąpione przez 74 większych powiatów. Obszar zniesionego Bezirk Budzanów wszedł wtedy w skład nowych powiatów czortkowskiego i buczackiego (vide podział w tabeli poniżej). 1 sierpnia 1878 sześć gmin przeniesiono z powiatu czortkowskiego do powiatu trembowelskiego, w tym Zwiniacz, który 1 lipca 1880 włączono z powrotem do powiatu czortkowskiego, oraz Skomorosze, które do powiatu czortkowskiego powróciły 15 czerwca 1934.

## Podział administracyjny (1854)
| Lp. | Gmina jednostkowa | Powierzchnia | Ludność | Powiat w 1867 po zniesieniu |
| --- | ----------------- | ------------ | ------- | --------------------------- |
| 1   | Budzanów (m)      | 5539         | 3113    | czortkowski                 |
| 2   | Kulczyce          | 5539         | 110     | czortkowski                 |
| 3   | Bobulińce         | 3270         | 1075    | buczacki                    |
| 4   | Kujdanów          | 2903         | 977     | buczacki                    |
| 5   | Ossowce           | 3559         | 1207    | buczacki                    |
| 6   | Petlikowce Nowe   | 440          | 217     | buczacki                    |
| 7   | Petlikowce Stare  | 4018         | 1337    | buczacki                    |
| 8   | Bielawińce        | 1801         | 554     | buczacki                    |
| 9   | Kurdwanówka       | 1801         | 317     | buczacki                    |
| 10  | Medwedowce        | 2839         | 908     | buczacki                    |
| 11  | Nowostawce        | 1700         | 640     | buczacki                    |
| 12  | Podlesie          | 1700         | 177     | buczacki                    |
| 13  | Pilawa            | 3004         | 469     | buczacki                    |
| 14  | Janówka           | 3004         | 93      | buczacki                    |
| 15  | Laskowce          | 4842         | 1953    | czortkowski                 |
| 16  | Wierzbowiec       | 3965         | 1615    | czortkowski                 |
| 17  | Zwiniacz          | 4477         | 1198    | czortkowski                 |
| 18  | Byczkowce         | 3447         | 820     | czortkowski                 |
| 19  | Skorodyńce        | 1896         | 677     | czortkowski                 |
| 20  | Romaszówka        | 2156         | 764     | czortkowski                 |
| 21  | Chomiakówka       | 1953         | 137     | czortkowski                 |
| 22  | Biały Potok       | 1953         | 593     | czortkowski                 |
| 23  | Kosów             | 3757         | 1374    | czortkowski                 |
| 24  | Rydoduby          | 1811         | 688     | czortkowski                 |
| 25  | Skomorosze        | 685          | 310     | czortkowski                 |

Objaśnienie:
(M) = miasto; (m) = miasteczko